# Europese kampioenschappen veldrijden 2021 - Vrouwen beloften
Het Europees kampioenschap veldrijden 2021 voor vrouwen beloften werd gehouden op zondag 7 november op de VAM-berg in het Nederlandse Wijster. De Nederlandse Shirin van Anrooij won haar eerste titel bij de beloften.

## Uitslag
| Pos.          | Renster                | Land                | Tijd       |
| ------------- | ---------------------- | ------------------- | ---------- |
| Europese trui | Shirin van Anrooij     | Nederland           | 44'09"     |
| Zilver        | Puck Pieterse          | Nederland           | + 17"      |
| Brons         | Fem van Empel          | Nederland           | + 1'03"    |
| 4             | Line Burquier          | Frankrijk           | + 1'19"    |
| 5             | Amandine Fouquenet     | Frankrijk           | + 1'40"    |
| 6             | Gaia Realini           | Italië              | + 2'47"    |
| 7             | Marie Schreiber        | Luxemburg           | z.t.       |
| 8             | Kristýna Zemanová      | Tsjechië            | + 3'10"    |
| 9             | Millie Couzens         | Verenigd Koninkrijk | + 3'13"    |
| 10            | Josie Nelson           | Verenigd Koninkrijk | + 3'20"    |
| 11            | Jacqueline Schneebeli  | Zwitserland         | + 3'30"    |
| 12            | Isa Nomden             | Nederland           | + 4'34"    |
| 13            | Lauriane Duraffourg    | Frankrijk           | + 4'37"    |
| 14            | Olivia Onesti          | Frankrijk           | + 4'54"    |
| 15            | Judith Krahl           | Duitsland           | + 4'56"    |
| 16            | Julie De Wilde         | België              | + 4'56"    |
| 17            | Kiona Crabbe           | België              | + 5'03"    |
| 18            | Femke Gort             | Nederland           | + 5'08"    |
| 19            | Dominika Wlodarczyk    | Polen               | + 5'15"    |
| 20            | Lucia Bramati          | Italië              | + 5'42"    |
| 21            | Julie Brouwers         | België              | + 6'41"    |
| 22            | Clea Seidel            | Duitsland           | - 1 ronde  |
| 23            | Carlotta Borello       | Italië              | - 1 ronde  |
| 24            | Sterre Vervloet        | België              | - 1 ronde  |
| 25            | Iris Offerein          | Nederland           | - 1 ronde  |
| 26            | Sara Bonillo Talens    | Spanje              | - 1 ronde  |
| 27            | Alice Papo             | Italië              | - 2 rondes |
| 28            | Darcey Harkness        | Ierland             | - 2 rondes |
| 29            | Carla Fernandez Torres | Spanje              | - 2 rondes |
| 30            | Lydia Pinto Larenjo    | Spanje              | - 3 rondes |
| 31            | Roisin Lally           | Ierland             | - 3 rondes |

| Pos. | Punten | Prijzengeld |
| ---- | ------ | ----------- |
| 1    | 60     | € 700       |
| 2    | 40     | € 400       |
| 3    | 30     | € 300       |
| 4    | 25     | -           |
| 5    | 20     | -           |
| 6    | 17     | -           |
| 7    | 15     | -           |
| 8    | 12     | -           |
| 9    | 10     | -           |
| 10   | 8      | -           |
| 11   | 6      | -           |
| 12   | 4      | -           |
| 13   | 2      | -           |
| 14   | 1      | -           |

## Reglementen

### Landenquota
Nationale federaties mochten het volgende aantal deelnemers inschrijven:
- 8 rijdsters + 4 reserve rijdsters

### Startvolgorde
De startvolgorde per categorie was als volgt:
1. Meest recente UCI ranking veldrijden
2. Niet gerangschikte rensters: per land in rotatie (o.b.v. het landenklassement van het laatste WK). De startvolgorde van niet gerangschikte rensters binnen een team werd bepaald door de nationale federatie.

2013 · 
2014 · 
2015 · 
2016 · 
2017 · 
2018 · 
2019 ·
2020 ·
2021 ·
2022